# Nurłan Kojżajganow
Nurłan Ałtynbekuły Kojżajganow (kaz. Нұрлан Алтынбекұлы Қойжайғанов, ros. Нурлан Алтынбекович Койжаганов; ur. 27 marca 1977) – kazachski zapaśnik w stylu klasycznym. Olimpijczyk z Aten 2004, gdzie zajął szóste miejsce w kategorii 60 kg.
Trzykrotny uczestnik Mistrzostw Świata, dwunasty w 2003. Piąty na Igrzyskach Azjatyckich w 1998; czwarty w 2002. Srebrny medal na Igrzyskach Wschodniej Azji w 2001 roku i Centralnej Azji z 1995. Pierwszy w Pucharze Świata w 2003; szósty w 1997.